# Paracyathus
Genre
Paracyathus est un genre de coraux durs de la famille des Caryophylliidae.

## Liste d'espèces
Le genre Paracyathus comprend les espèces suivantes :
| Selon World Register of Marine Species (28 juin 2015) : - Paracyathus andersoni Duncan, 1899 - Paracyathus arcuatus Lindström, 1877 - Paracyathus cavatus Alcock, 1893 - Paracyathus conceptus Gardiner & Waugh, 1938 - Paracyathus coronatus Duncan, 1876 - Paracyathus darwinensis Cairns, 2004 - Paracyathus ebonensis Verrill, 1866 - Paracyathus fulvus Alcock, 1893 - Paracyathus humilis Verrill, 1870 - Paracyathus indicus Duncan, 1899 - Paracyathus lifuensis Gardiner, 1899 - Paracyathus molokensis Vaughan, 1907 - Paracyathus montereyensis Durham, 1947 - Paracyathus parvulus Gardiner, 1899 - Paracyathus persicus Duncan, 1876 - Paracyathus porcellanus Verrill, 1866 - Paracyathus procumbens Milne Edwards & Haime, 1848 † - Paracyathus profundus Duncan, 1889 - Paracyathus pruinosus Alcock, 1902 - Paracyathus pulchellus Philippi, 1842 - Paracyathus rotundatus Semper, 1872 - Paracyathus stearnsii Verrill, 1869 - Paracyathus stokesii Milne Edwards & Haime, 1848 - Paracyathus vittatus Dennant, 1906 | Selon ITIS (28 juin 2015) : - Paracyathus andersoni Duncan, 1899 - Paracyathus arcuatus Lindström, 1877 - Paracyathus californicus - Paracyathus calthus Verrill, 1869 - Paracyathus cavatus Alcock, 1893 - Paracyathus conceptus Gardiner & Waugh, 1938 - Paracyathus coronatus Duncan, 1876 - Paracyathus defilippi - Paracyathus ebonensis Verrill, 1866 - Paracyathus fulvus Alcock, 1893 - Paracyathus humilis Verrill, 1870 - Paracyathus indicus Duncan, 1899 - Paracyathus lifuensis Gardiner, 1899 - Paracyathus molokensis Vaughan, 1907 - Paracyathus montereyensis Durham, 1947 - Paracyathus parvulus Gardiner, 1899 - Paracyathus porcellanus Verrill, 1866 - Paracyathus porphyreus Alcock, 1904 - Paracyathus profundus Duncan, 1889 - Paracyathus pruinosus Alcock, 1902 - Paracyathus pulchellus Philippi, 1842 - Paracyathus rotundatus Semper, 1872 - Paracyathus stearnsii Verrill, 1869 - Paracyathus stokesii Milne-Edwards & Haime, 1848 - Paracyathus vittatus Dennant, 1906 |